# Salles-Curan
Salles-Curan is een gemeente in het Franse departement Aveyron (regio Occitanie). De plaats maakt deel uit van het arrondissement Millau. Salles-Curan telde op 1 januari 2022 1.030 inwoners.

## Geografie
De oppervlakte van Salles-Curan bedroeg op 1 januari 2022 93,9 vierkante kilometer; de bevolkingsdichtheid was toen 11 inwoners per km².
De onderstaande kaart toont de ligging van Salles-Curan met de belangrijkste infrastructuur en aangrenzende gemeenten.

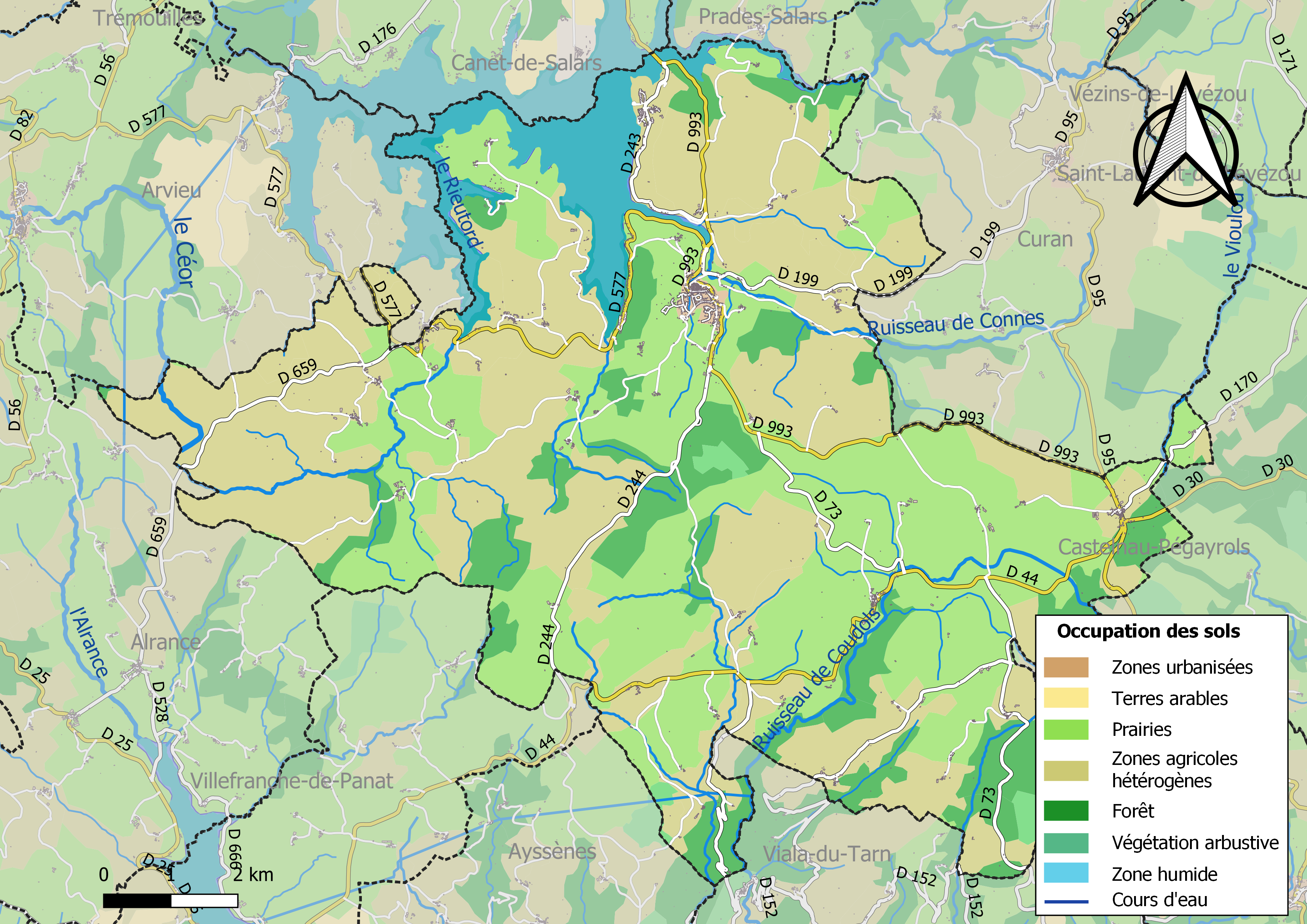

## Demografie
Onderstaande figuur toont het verloop van het inwonertal (bron: INSEE-tellingen).

Vanwege een beveiligingsprobleem met de MediaWiki Graph-software is het momenteel niet mogelijk deze grafiek weer te geven. Zodra de software is bijgewerkt zal de grafiek vanzelf weer zichtbaar worden.